# فستوكة إسطنبولية
الفستوكة الإسطنبولية (باللاتينية: Festuca callieri) نوع نباتي يتبع جنس الفستوكة من الفصيلة النجيلية.

## الموئل والانتشار
موطنها بلاد الشام وتركيا والقوقاز واليونان والبلقان وأوروبا الشرقية.

## الوصف النباتي
النبات عشبي معمر.

## مرادفات للاسم العلمي
- (باللاتينية: Festuca ovina var. callieri St.-Yves)
- (باللاتينية: Festuca sulcata var. callieri Hack.)
- (باللاتينية: Festuca constantae Nyár. & Prodan)